# 日本麗花鮨
日本麗花鮨（学名：Callanthias japonicus，日语称／ Shikishima hanadai），又名紅黃帶花鮨、花鱸、花美鮨，为輻鰭魚綱鱸形目鱸亞目麗花鮨科麗花鮨屬下的一个种，分布於西北太平洋日本南部至東海海域，為溫帶海水魚，深度70-200公尺，本魚體色粉紅色、腹部黃色，身體細長而扁，吻短，背鰭硬棘10枚；背鰭軟條11-12枚；鰭硬棘3枚；臀鰭軟條10-11枚，體長可達20公分，棲息在底中層水域，生活習性不明，可做為食用魚。该物种的模式产地在相模湾。